# Dorinne
Dorinne is een plaats en deelgemeente van de Belgische gemeente Yvoir.
Dorinne ligt in de provincie Namen en was een zelfstandige gemeente tot de grote fusie van gemeenten in 1977.

## Etymologie
De naam van Dorinne heeft zijn oorsprong in het Keltische woord "durom", dat een klein fort betekent. In de deelgemeente bevindt zich een deel van het klimmassief van Durnal.

## Demografische ontwikkeling
- Bronnen:NIS, Opm:1831 tot en met 1970=volkstellingen, 1976= inwoneraantal op 31 december

Deelgemeenten: Dorinne · Durnal · Évrehailles · Godinne · Houx · Mont · Purnode · Spontin · Yvoir

Overige kernen: Bauche · Chansin · Herbefays

Belgische gemeenten · arrondissement Dinant · provincie Namen · Wallonië